# Manuel Alfredo Guerrero
Manuel Alfredo Guerrero (San Salvador de Jujuy, Jujuy, 28 de agosto de 1965) es un exfutbolista argentino que jugaba como delantero.

## Trayectoria

### Gimnasia de Jujuy
Guerrero debutó en 1984 con la camiseta de Gimnasia de Jujuy. En 1986 se coronó campeón de la Liga Jujeña y clasificó a la primera edición de la B Nacional. En 1988 descendió al Torneo del Interior. En 1993 logró el ascenso a la B Nacional. En su regreso a la segunda división se consagró campeón y obtuvo el ascenso a Primera División. Guerrero jugó en el lobo jujeño hasta 1997, donde disputó más 180 partidos.

### Atlético Tucumán
En el año 1997 se mudó a San Miguel de Tucumán, para jugar en Atlético Tucumán. Disputó una temporada con la camiseta del decano.

## Clubes
| Club              | País      |
| ----------------- | --------- |
| Gimnasia de Jujuy | Argentina |
| Atlético Tucumán  | Argentina |

## Palmarés
| Título      | Equipo            | País      | Año     |
| ----------- | ----------------- | --------- | ------- |
| Liga Jujeña | Gimnasia de Jujuy | Argentina | 1986    |
| B Nacional  | Gimnasia de Jujuy | Argentina | 1993/94 |